# George Watsky
George Virden Watsky, noto anche con lo pseudonimo di Watsky (San Francisco, 15 settembre 1986), è un rapper, poeta e scrittore statunitense.

## Biografia

### Infanzia e primi anni
Watsky nasce a San Francisco, California, da Paul Watsky, uno psicoterapeuta e poeta, e Clare Miller, una bibliotecaria. Frequenta la San Francisco High School e l'Emerson College a Boston.

### Poesia
All'età di 15 anni Watsky inizia a esibirsi in pubblico nei Poetry Slams leggendo le sue poesie. Nel 2006 partecipa alla sesta stagione di Russell Simmons Presents Def Poetry sul canale HBO e vince le gare di poesie Youth Speaks Grand Slam Poetry e Brave New Voices International Poetry Slam. Per sei anni consecutivi si esibisce alle finali del Youth Speaks Grand Slam.
Nel 2007 pubblica il suo primo album, Invisible Inc., e tra il 2008 e il 2012 promuove i suoi lavori attraverso esibizioni nei campus dei college americani.

### WatskyeGuilty Pleasures(2009-2010)
Pubblica nel 2009 il suo secondo album, Watsky, composto da 15 brani e nel 2010 Guilty Pleasures, reso disponibile sul suo sito gratuitamente.
Guilty Pleasures contiene mashups delle canzoni del suo primo album e di altre canzoni popolari, ed è prodotto dal musicista Tobias Butler, in arte Procrastination.

### Nothing Like The First Time(2012)

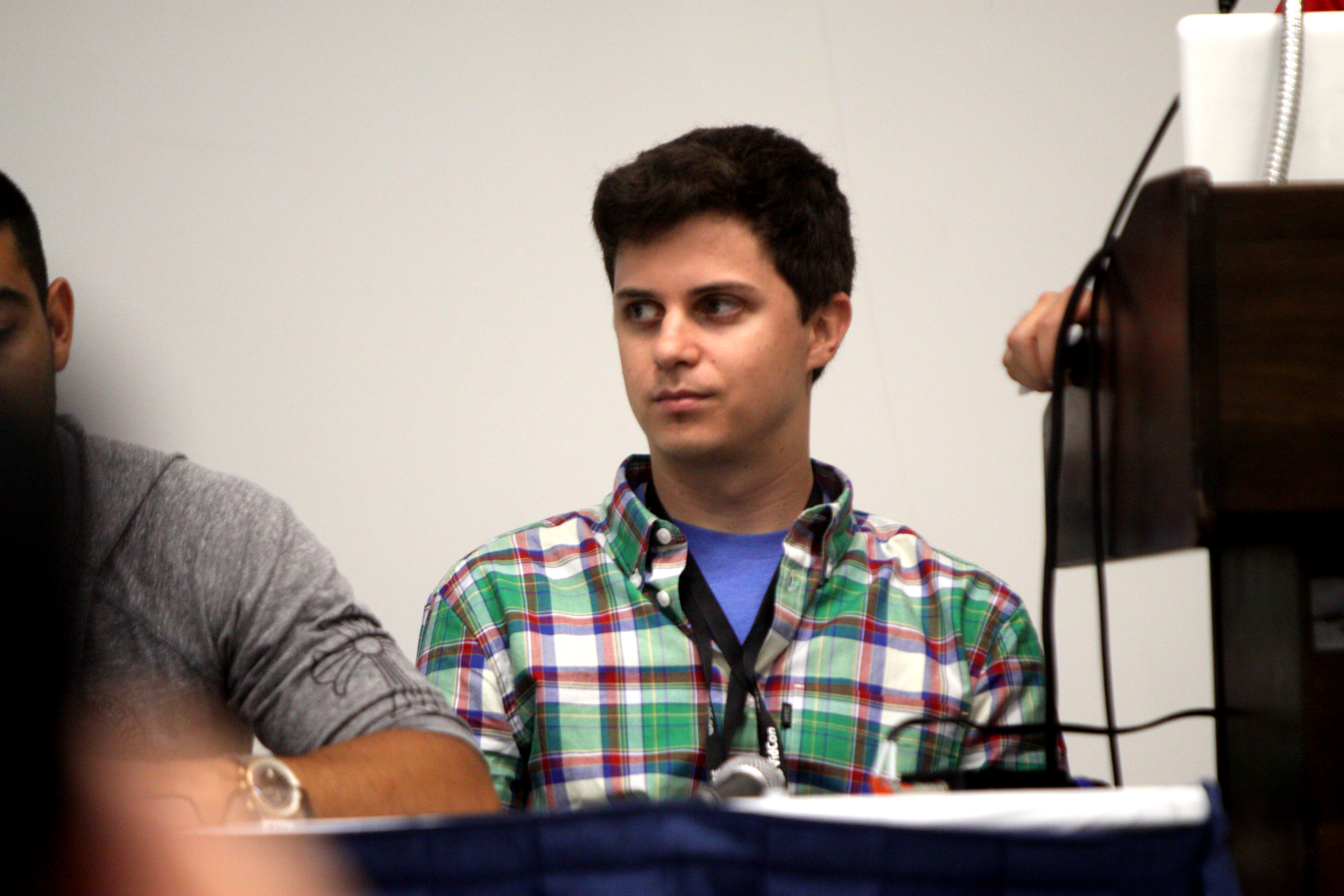
Watsky al Vidon nel 2012

Nel 2012 pubblica un EP gratuito, Nothing Like The First Time, e inizia il suo primo tour negli Stati Uniti con la collaborazione di Dumbfoundead. Ad agosto dello stesso anno pubblica un album dal vivo, Live! At the Troubador, con registrazioni del concerto a Los Angeles.

### Cardboard Castles(2013)
Il 12 marzo del 2013, Watsky pubblica l'album Cardboard Castles attraverso la compagnia Steel Wool Media, creata da lui stesso e da Brad Simpson. L'8 marzo inizia il tour negli Stati Uniti e nel Canada, già annunciato da gennaio, per pubblicizzare il suo album.
Nel novembre del 2013, durante un concerto a Londra per il Vans Warped Tour, salta da una trave situata a 10 metri dal suolo ferendo se stesso e due fan.

### All You Can Do(2014)
A maggio del 2014 rivela in un vlog su YouTube il titolo del nuovo album, All You Can Do, al quale ha iniziato a lavorare a gennaio. L'album contiene 16 tracce ed è dedicato ai genitori, le cui foto vengono utilizzate per la copertina originale e quella alternativa.
A giugno dello stesso anno l'album viene pubblicato e Watsky espande il suo tour all'Europa e all'Australia.

### x InfinityeThe Hamilton Mixtape(2016)
A luglio del 2016 Watsky annuncia l'uscita del nuovo album x Infinity, prodotto da Russell Simmons, Anderson Paak e Kush Mody. L'album è registrato nella città di Los Angeles ai Seahorse Studios e in Brooklyn al Grand St. Recording e viene pubblicato il 19 agosto.
Nel mese di dicembre Watsky collabora a The Hamilton Mixtape con il brano "An Open Letter"", in collaborazione con Shockwave.

## Discografia

### Album in studio
- 2007 - Invisible Inc
- 2009 - Watsky
- 2013 - Cardboard Castles
- 2014 - All You Can Do
- 2016 - x Infinity
- 2019 - COMPLAINT
- 2020 - Placement
- 2023 - Intention

### Extended Play
- 2010 - Guilty Pleasures (con Procrastination)
- 2011 - A New Kind of Sexy
- 2012 - Watky & Mody EP (con Kush Mody)
- 2012 - Nothing Like The First Time

### Album dal vivo
- 2012 - Live! From The Troubador
- 2015 - All You Can Do: Live From The Regency Ballroom

### Singoli
- 2013 - "Hey, Asshole" (con Kate Nash)
- 2013 - "Give A Hater A Hug"
- 2014 - "Whoa Whoa Whoa"
- 2014 - "Ink Don't Bleed" (con Anderson Paak)
- 2016 - "Stick To Your Guns" (con Julia Nunes)
- 2016 - "Tiny Glowing Screens, Pt. 3"
- 2016 - "Midnight Heart"
- 2016 - "Brave New World"
- 2018 - "Welcome to the family"